# 中国共产党大连市委员会
中国共产党大连市委员会，简称（中共）大连市委，是中国共产党在辽宁省大连市的地方组织，成立于1945年10月，由中国共产党大连市代表大会选举产生，在代表大会闭会期间领导大连市的党务工作。现任中共大连市委书记是熊茂平，由中共辽宁省委副书记兼任。